# سیارک ۱۸۳۶۵
سیارک ۱۸۳۶۵ (به انگلیسی: 18365 Shimomoto، نامگذاری:1990WN5) هجده هزار و سیصد و شصت و پنجمین سیارک کشف شده‌است که در ۱۷ نوامبر ۱۹۹۰ کشف شد.
قدر مطلق سیارک برابر ۵۳.۶ است.